# Daniel Albrecht
Daniel Albrecht nació el 25 de mayo de 1983 en Fiesch (Suiza), es un esquiador que ha ganado un Campeonato del Mundo (dos Medallas en total) y tiene cuatro victorias en la Copa del Mundo de Esquí Alpino (con un total de ocho pódiums).

## Resultados

### Juegos Olímpicos de Invierno
- 2006 en Turín, Italia
  - Combinada: 4.º

### Campeonatos Mundiales
- 2003 en St. Moritz, Suiza
  - Eslalon: 30.º
- 2005 en Bormio, Italia
  - Combinada: 7.º
  - Eslalon Gigante: 30.º
- 2007 en Åre, Suecia
  - Combinada: 1.º
  - Eslalon Gigante: 2.º

### Copa del Mundo

#### Clasificación general Copa del Mundo
- 2004-2005: 53.º
- 2005-2006: 50.º
- 2006-2007: 27.º
- 2007-2008: 7.º
- 2008-2009: 20.º
- 2010-2011: 131.º

#### Clasificación por disciplinas (Top-10)
- 2004-2005:
  - Combinada: 4.º
- 2007-2008:
  - Combinada: 3.º
  - Eslalon Gigante: 5.º
- 2008-2009:
  - Eslalon Gigante: 7.º

#### Victorias en la Copa del Mundo (4)

##### Eslalon Gigante (3)
| Fecha                   | Lugar        |
| ----------------------- | ------------ |
| 2 de diciembre de 2007  | Beaver Creek |
| 26 de octubre de 2008   | Sölden       |
| 21 de diciembre de 2008 | Alta Badia   |

##### Combinada (1)
| Fecha                   | Lugar        |
| ----------------------- | ------------ |
| 29 de noviembre de 2007 | Beaver Creek |